# Мовчанюк Григір Павлович
 Мовчаню́к Гри́гір Па́влович  (нар. 26 жовтня 1942, c. Чеснівка — пом. 12 травня 2018, м. Вінниця) — поет, літературознавець, перекладач. Член Національної спілки письменників України (1985), Національної спілки журналістів України (1974).

## Біографія
Народився 26 жовтня 1942 р. в с. Чеснівка Хмільницького району Вінницької області.
Закінчив слов'янське відділення філологічного факультету Львівського університету ім. І. Франка (1970), базову «Школу Лхаси» Міжнародного центру експериментальної парапсихології і нетрадиційної медицини у Санкт-Петербурзі.Працював учителем, журналістом у районній пресі, старшим науковим співробітником Вінницького обласного краєзнавчого музею. Був оглядачем газети «Вінниччина». Доцент кафедри економічної теорії Вінницького інституту економіки Тернопільського національного економічного університету.

Кандидат філологічних наук (2003). Коло наукових інтересів — україністика, економічна проблематика в літературі. Член редколегії журналу «Собор». Голова Українського товариства приятелів лужицькосербської культури.

Помер 12 травня 2018 р. у Вінниці. Похований на малій батьківщині — у с. Чеснівка.

## Творчість[6]
Почав друкуватися з 1961 р. Автор понад 130 наукових праць, 3 монографій, численних публіцистичних праць, дюжини упорядкованих та проілюстрованих авторською графікою книг.
|                       | Мотиви і образи лірики поета – сучасне Поділля, праця і мир, материнство, пам'ять про дитячі роки, на які упав останній відблиск війни, і ранню юність. Одне з домінуючих місць у творах Мовчанюка займає пейзажна лірика. Шукає нових зображувальних засобів, активно використовує білий та вільний вірш. |
| — Анатолій Подолинний | |

Автор поетичних збірок:
- Пшениця абетка : поезії. — Одеса: Маяк, 1975. — 27 с.;
- Загадана зустріч : — Одеса: Маяк, 1981. — 51 с.;
- Сузір'я ліри : поезії (у співавторстві з Є. Козюком і П. Ткачуком). — Хмільник : Хмільницька районна друкарня, 1996. — 65 с.;
- Сяйво : книга поезій. — Т. 1. — Вінниця: Власюк О., 2006. — 744 с. : портр. — ISBN 966-8413-88-1;
- Вознесення : книга поезій. — Т. 2. — Вінниця: Власюк О., 2008. — 832 с. : портр. — ISBN 978-966-2932-71-3;
- Смисл : книга поезій. — Т. 3. — Вінниця: Власюк О., 2011. — 1112 с. : портр. — ISBN 978-617-535-009-6;
- Наголос : книга поезій. — Т. 4. — Вінниця: Барановська Т. П., 2012. — 932 с. : портр. — ISBN 978-966-97244-2-7;
- Натхненна Лужиця : поезії. — Вінниця: Рогальська І. О., 2012. — 80 с. : портр. — ISBN 978-966-2585-50-6.

Видав окремими виданнями поеми:
- Платон : поема. — Вінниця: Власюк О., 2011. — 68 с. — ISBN 978-617-535-013-3;
- Крути : поема. — Вінниця: Власюк О., 2011. — 23 с. — ISBN 978-617-535-012-6;
- Геном геноциду : поема. — Вінниця: Барановська Т. П., 2012. — 259 с. — ISBN 978-966-97244-1-0.

Переклав і видав збірки:
- Бено Будар. Ріка часу : поезії. — Вінниця, 2009;
- Бенедикт Дирліх. Парабола : поезії. — Вінниця: Балюк І. Б., 2010 — 72 с. : фото. — ISBN 978-611-530-623-5;
- Михаїл Берберов. Еліпс : поезії. — Вінниця: Вінницька міська друкарня, 2011. — 56 с. : фото. — ISBN 978-617-530-096-1.

Окремі твори перекладено іноземними мовами.

Видав дослідження: 

про історико-літературні взаємини українських і чеських діячів періоду підготовки і виникнення товариства «Просвіта» в 1868 р. —

- Чеська ластівка «Просвіти»  (авт. передм. М. М. Потупейко). — Вінниця: УНІВЕРСУМ-Вінниця, 1998. — 72 с.: іл. — ISBN 966-7199-54-1;

про чеського письменника Йозефа Вацлава Фріча —

- Україніка Йозефа Вацлава Фріча: аспекти і провідні тенденції  [Текст]: автореф. дис. канд. філол. наук: 10.01.03 / Мовчанюк Григорій Павлович ; Львівський національний університет імені Івана Франка. — Львів, 2003. — 20 с.;
- Україніка Йозефа Вацлава Фріча . — Вінниця: О. Власюк, 2010. — 277 с.

з економічних питань —

- Історія економіки та економічної думки . — Тернопіль: Тайп, 2011. — 140 с.

Виступав з рецензіями, статтями, передмовами.

## Нагороди
- Орден князя Івана Мазепи V ст. (2012)[8]